# Красное (Карловский район)
Красное (укр. Красне) — посёлок,
Халтуринский сельский совет,
Карловский район,
Полтавская область,
Украина.
Код КОАТУУ — 5321685603. Население по переписи 2001 года составляло 208 человек.

## Географическое положение
Посёлок Красное находится в балке Ракосеевка около урочища Осиновый Куст недалеко от истоков реки Ланная.
На расстоянии в 2,5 км расположены посёлки Тишенковка и Шевченко.